# Rafał Lubczyński
Rafał Lubczyński (ur. 12 maja 1988 w Łodzi) – polski szachista, mistrz międzynarodowy od 2007 roku.

## Kariera szachowa
Pierwszy międzynarodowy sukces odniósł w 2005 r. w Krakowie na festiwalu Cracovia 2004/05, zdobywając normę na tytuł mistrza międzynarodowego. Kolejne znaczące rezultaty osiągnął w 2006 r: podzielił I m. w międzynarodowym turnieju WSB Masters we Wrocławiu (wspólnie z Piotrem Dobrowolskim) i w otwartym turnieju w Obrze oraz podzielił II m. (m.in. wraz z Dariuszem Mikrutem) w Orłowej. Zwyciężył również (wraz z Bartłomiejem Heberlą) w rozegranym w Lublińcu półfinale indywidualnych mistrzostw Polski, dzięki czemu w 2007 r. wystąpił w Opolu w turnieju o mistrzostwo kraju, zajmując XIII m. W tym samym roku wypełnił w Gironie trzecią normę na międzynarodowy tytuł. W 2008 r. po raz drugi wystąpił w finałowym turnieju o tytuł mistrza Polski (rozegranym w Lublinie), ponownie zajmując XIII m.
Najwyższy ranking w dotychczasowej karierze osiągnął 1 października 2015 r., z wynikiem 2435 punktów zajmował wówczas 49. miejsce wśród polskich szachistów.